# آرخنترا
آرخِنتِرا (به اسپانیایی: Argentera) یک روستا در اسپانیا است که در بایش کمپ، استان تاراگونا، کاتالونیا واقع شده‌است. آرخنترا ۱۰٫۱ کیلومتر مربع مساحت دارد.